# Rue Lagréou
La rue Lagréou est une voie bayonnaise (Pyrénées-Atlantiques), située dans le quartier du Grand Bayonne.

## Situation et accès
Comme la rue Passemillon, la rue Lagréou s'étend de la Plachotte à la rue d'Espagne ; elle croise la rue Gosse. Elle suit la même orientation ouest-nord-ouest/est-sud-est et est situé vingt à quarante mètres au nord de la rue Passemillon.

## Origine du nom
L'agréou est en gascon le houx ou le verjus, et la rue serait donc celle d'un propriétaire de houx (la présence de houx étant peu probable dans cette zone fortifiée) ou de marchands de verjus. Jusqu'au début du XIVe siècle, une partie de la rue se dénommait rue Puy de Péré ou Cul de Péré.

## Historique
Au XVIIIe siècle, la rue contenait 13 maisons. La cave du numéro 17 est inscrite à l'inventaire des monuments historiques.